# Šećerana (Beli Manastir)
Šećerana (mađ. Cukorgyár, srp. Шећерана), naselje u Gradu Belom Manastiru Osječko-baranjske županije (Republika Hrvatska). 

## Zemljopisni položaj
Šećerana je smještena u sjeverozapadnom dijelu Baranje, u mikroregiji Karašičke aluvijalne nizine Istočnohrvatske ravnice. Udaljena je 4 km od gradskog naselja Belog Manastira, 36 km sjeverno od Osijeka i 25 km južno od grada Mohača u Mađarskoj (14 km od graničnog prijelaza Duboševica), na nadmorskoj visini od 100 m. Nalazi se na križištu županijske ceste Ž4036 (Šećerana - D7), lokalne ceste L44008 (Šumarina /Ž4035/ - Šećerana - Ž4036) i nerazvrstanih cesta.

## Stanovništvo
Na popisima stanovništva Šećerana se iskazuje od 1948. godine. Otada se broj stanovnika kretao ovako: 334 (1948.), 431 (1951.), 606 (1961.), 622 (1971.), 623 (1981.), ??? (1991.), 559 (2001.).
| broj stanovnika |       |       |       |       |       |       |       |       | 334   | 431   | 606   | 622   | 623   | 729   | 559   | 540   | 461   |
|                 | 1857. | 1869. | 1880. | 1890. | 1900. | 1910. | 1921. | 1931. | 1948. | 1953. | 1961. | 1971. | 1981. | 1991. | 2001. | 2011. | 2021. |

## Povijest
Naselje Šećerana razvilo se oko Tvornice šećera, koja je osnovana početkom 20. stoljeća. Ta tvornica sve do zatvaranja bila je u sastavu kombinata PIK Belja.

## Gospodarstvo
Gospodarsku osnovu Šećerane čine ratarstvo i stočarstvo. Sve do 90-ih godina 20. stoljeća vrlo je značajna i proizvodnja šećera. Nakon zatvaranja Tvornice šećera, u njenim se pogonima razvija škrobara.

## Obrazovanje
- Osnovna škola "Šećerana"
- Dječji vrtić "Cvrčak"
- Športsko ribolovno društvo "Šaran" Šećerana

## Znamenitosti i zanimljivosti
- Pripada Župi Uzvišenja Svetoga Križa iz Branjinog Vrha, Baranjski dekanat Đakovačke i srijemske biskupije.
- Šećeransko jezero

## Šport
U Šećerani je od 1932. godine postojao nogometni klub "Jadran", ali je zbog neimaštine postao neaktivan